# Treigny
Treigny ist eine Ortschaft mit 777 Einwohnern (Stand: 1. Januar 2022) in der französischen Gemeinde Treigny-Perreuse-Sainte-Colombe im Département Yonne in der Region Bourgogne-Franche-Comté.
Die früher selbstständige Gemeinde Treigny wurde mit Wirkung vom 1. Januar 2019 mit der Gemeinde Sainte-Colombe-sur-Loing zur Commune nouvelle Treigny-Perreuse-Sainte-Colombe zusammengeschlossen und hat seither des Status einer Commune déléguée. Die Gemeinde Treigny gehörte zum Arrondissement Auxerre und zum Kanton Vincelles (bis 2015: Kanton Saint-Sauveur-en-Puisaye).

## Geographie
Treigny liegt etwa 42 Kilometer westsüdwestlich von Auxerre am Fluss Vrille. Umgeben wird Treigny von den Nachbargemeinden Moutiers-en-Puisaye im Norden, Sainte-Colombe-sur-Loing im Osten und Nordosten, Lainsecq im Osten, Sainpuits im Südosten, Bouhy im Süden, Dampierre-sous-Bouhy im Süden und Südwesten sowie Saint-Amand-en-Puisaye im Westen.

## Geschichte
1972 wurden die bis dahin eigenständigen Kommunen Perreuse und Sainte-Colombe-sur-Loing dem Gemeindegebiet von Treigny angeschlossen. Sainte-Colombe-sur-Loing schied 1976 wieder aus.

## Bevölkerungsentwicklung
| Jahr                      | 1962  | 1968  | 1975  | 1982  | 1990 | 1999 | 2006 | 2013 |
| Einwohner                 | 1.151 | 1.070 | 1.196 | 1.000 | 932  | 840  | 878  | 915  |
| Quelle: Cassini und INSEE |       |       |       |       |      |      |      |      |

## Sehenswürdigkeiten
- Kirche Saint-Symphorien aus dem 15. Jahrhundert
- Burg und Schloss Ratilly aus dem 13. Jahrhundert, Monument historique seit 1983
- Schloss La Bussière aus dem 15./16. Jahrhundert
- Guédelon, ein mittelalterliches Burgbauprojekt aus dem 20. Jahrhundert

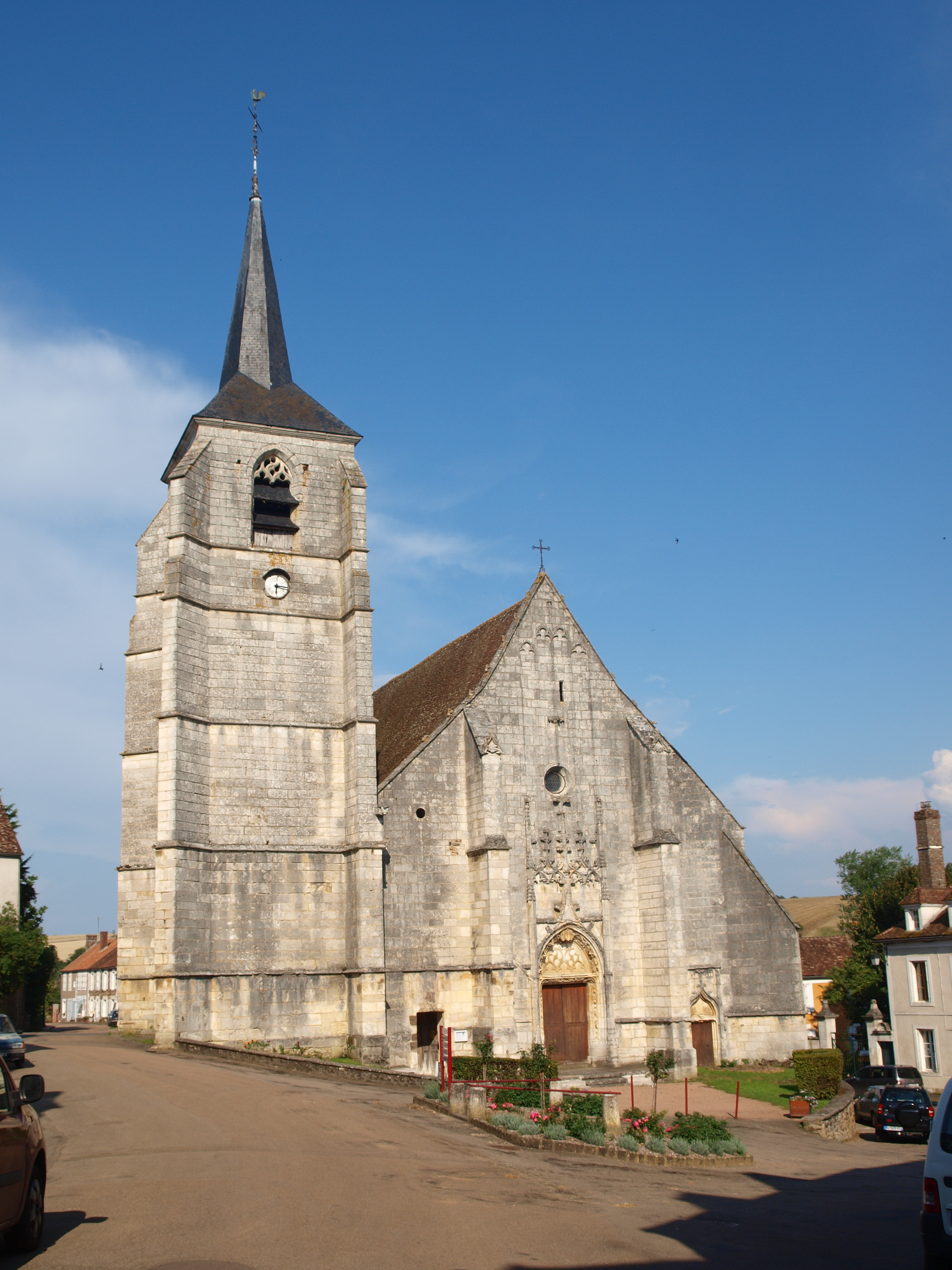
Kirche Saint-Symphorien
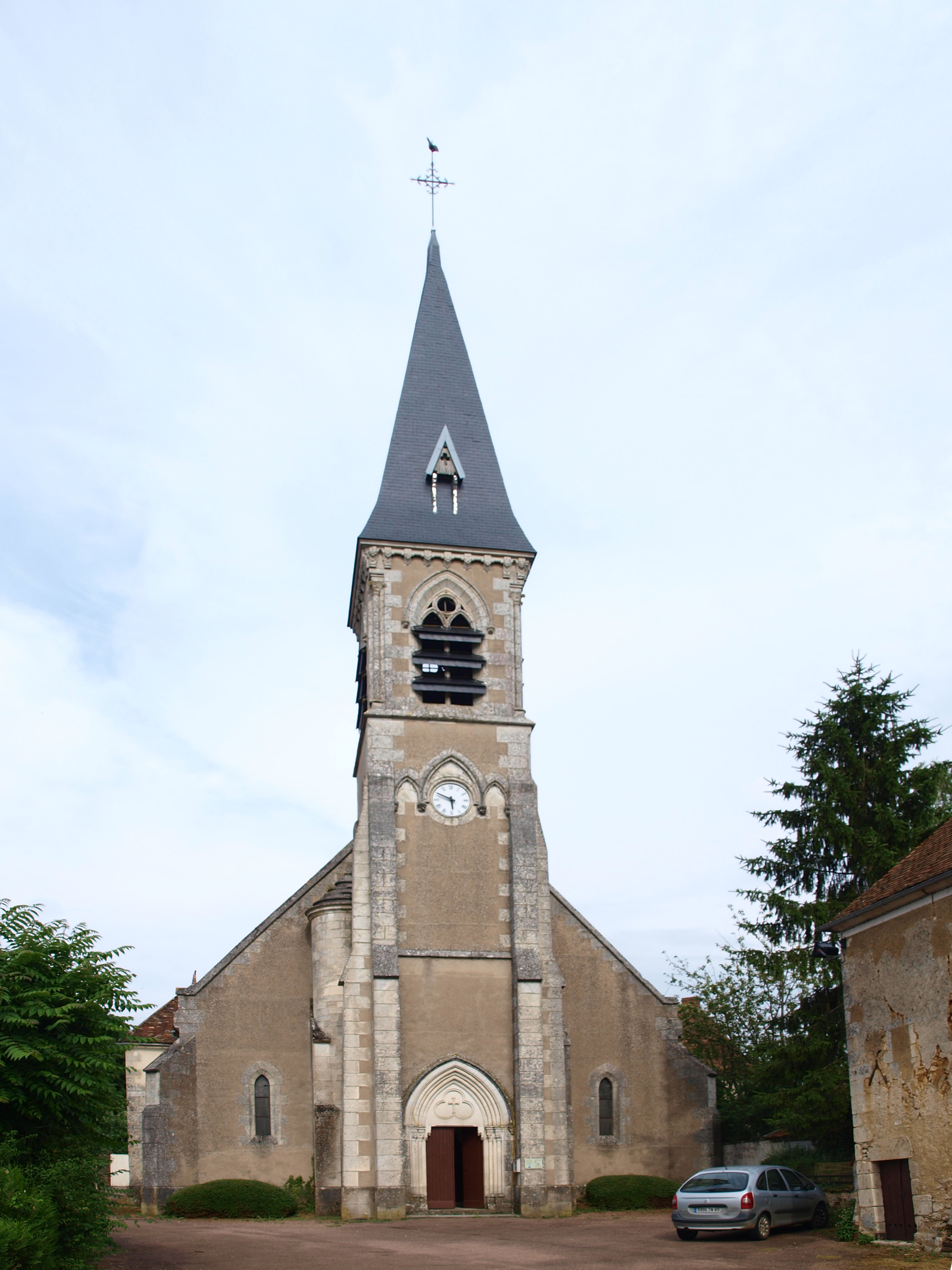
Kirche Saint-Mammés
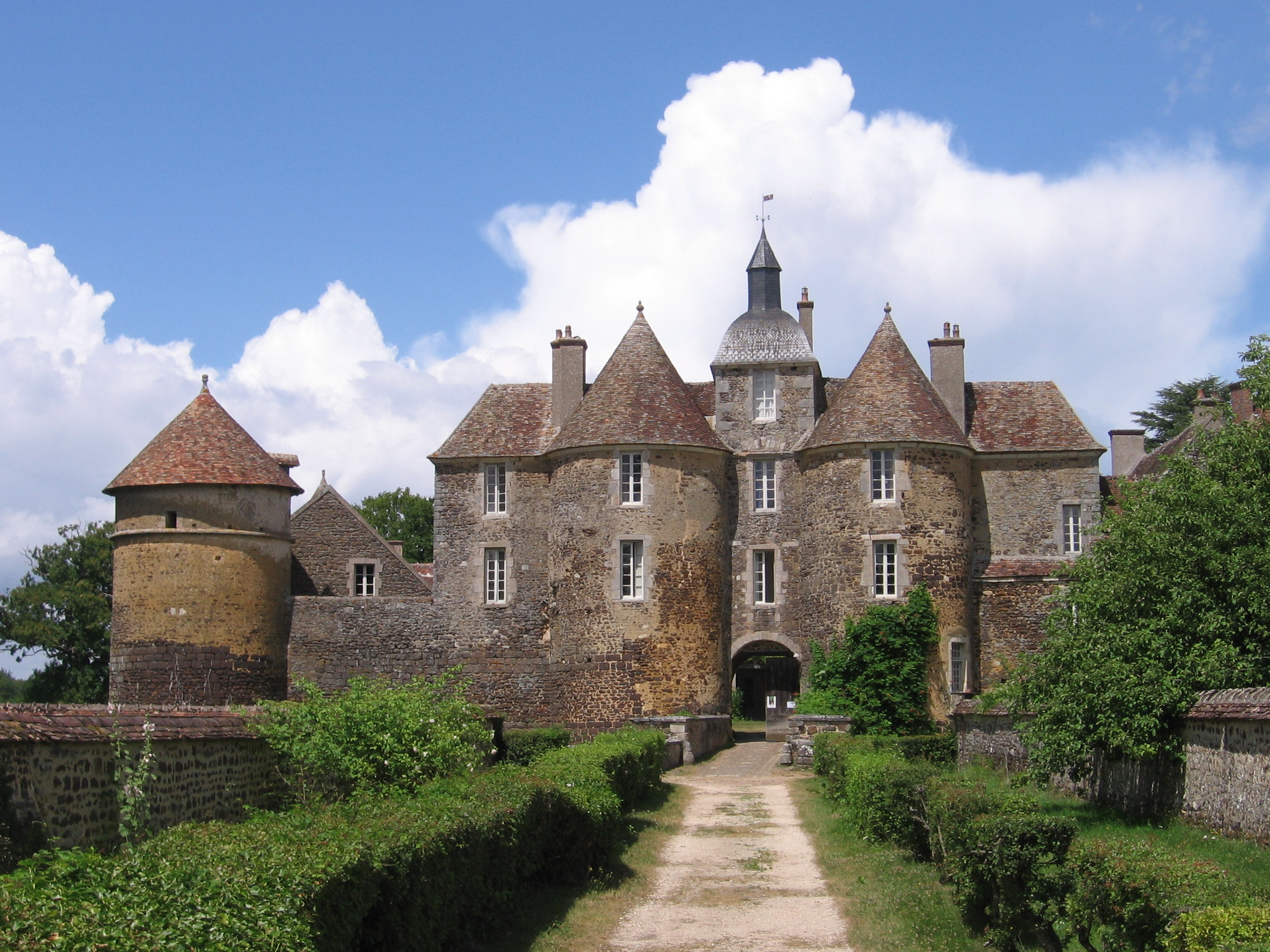
Burg/Schloss Treigny
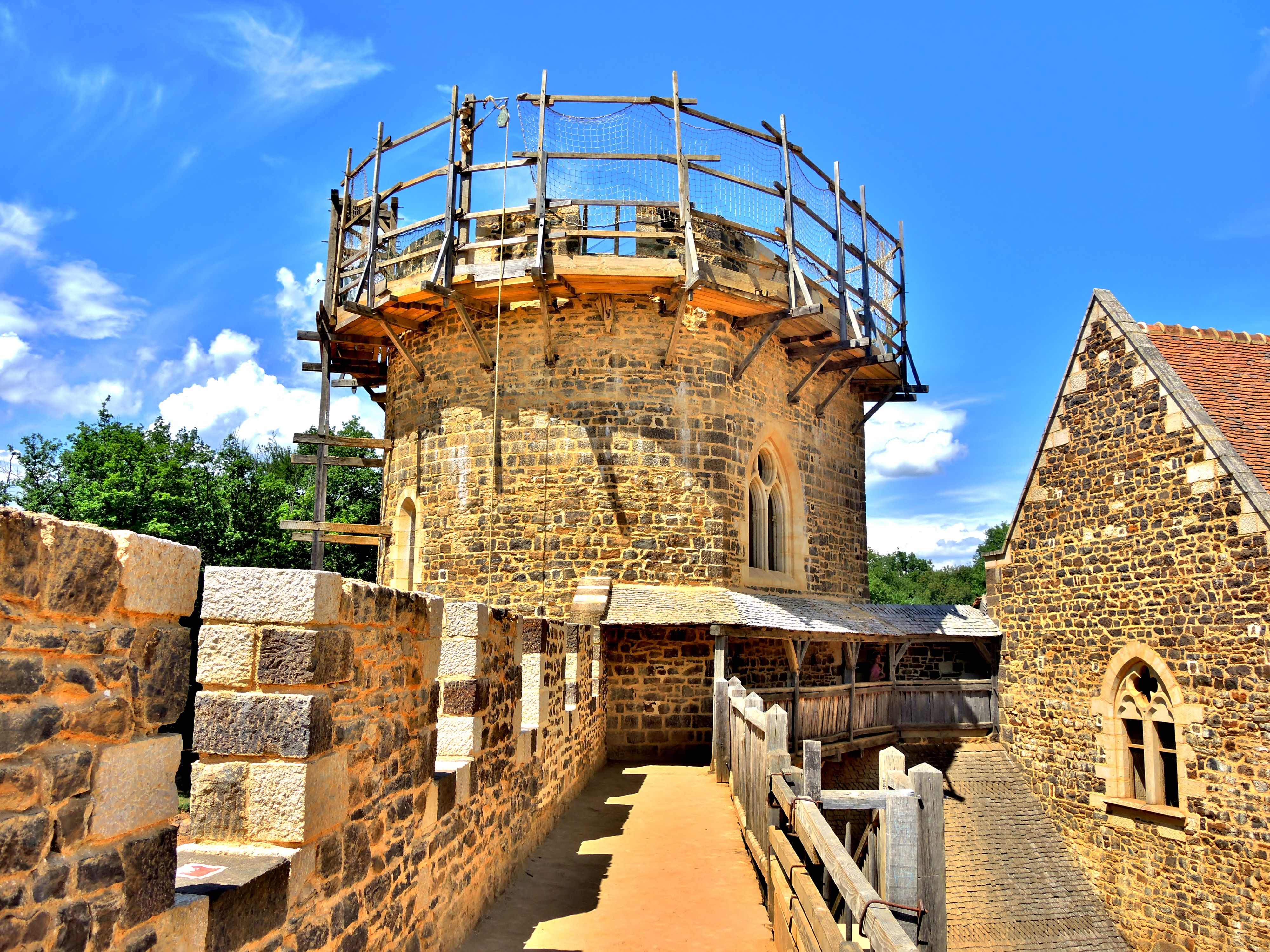
Burgbauprojekt Guédelon